# Dunaharaszti
Dunaharaszti  este un oraș în districtul Szigetszentmiklós, județul Pesta, Ungaria, având o populație de 19.755 de locuitori (2011). 

## Demografie
Componența etnică a orașului Dunaharaszti
     Maghiari (90,33%)
     Germani (6,02%)
     Romi (1,32%)
     Necunoscut (0,78%)
     Alții (1,55%)
Componența confesională a orașului Dunaharaszti
     Romano-catolici (32,84%)
     Fără religie (16,99%)
     Reformați (9,95%)
     Atei (2,06%)
     Luterani (1,42%)
     Necunoscută (35,58%)
     Alte religii (3,69%)
Conform recensământului din 2011, orașul Dunaharaszti avea 19.755 de locuitori. Din punct de vedere etnic, majoritatea locuitorilor (90,33%) erau maghiari, existând și minorități de germani (6,02%) și romi (1,32%). Apartenența etnică nu este cunoscută în cazul a 0,78% din locuitori. Nu există o religie majoritară, locuitorii fiind romano-catolici (32,84%), persoane fără religie (16,99%), reformați (9,95%), atei (2,06%) și luterani (1,42%). Pentru 35,58% din locuitori nu este cunoscută apartenența confesională.